# Etchebar
Etchebar (Baskisch:Etxebarre) is een gemeente in het Franse departement Pyrénées-Atlantiques (regio Nouvelle-Aquitaine) en telt 66 inwoners (2009). De plaats maakt deel uit van het arrondissement Oloron-Sainte-Marie. Het ligt in de Baskische provincie Soule.

## Geografie
De oppervlakte van Etchebar bedraagt 8,5 km², de bevolkingsdichtheid is dus 7,8 inwoners per km².
De onderstaande kaart toont de ligging van Etchebar met de belangrijkste infrastructuur en aangrenzende gemeenten.

## Demografie
Onderstaande figuur toont het verloop van het inwonertal (bron: INSEE-tellingen).